# Pascal Stirnimann
Pascal Stirnimann ist ein Schweizer Wirtschaftsprüfer. Seit 2022 ist er Leiter der Eidgenössischen Finanzkontrolle (EFK).
Nach seiner Lehre als kaufmännischer Angestellter mit anschliessendem Studium zum Betriebsökonom FH arbeitete Pascal Stirnimann von 2001 bis 2007 als Wirtschaftsprüfer bei Ernst & Young. Die Ausbildung zum Diplomierten Wirtschaftsprüfer bei der Treuhand-Kammer Schweiz absolvierte Stirnimann 2005. Von 2008 bis 2015 arbeitete er als Leiter Aufsicht und Mitglied der Geschäftsleitung bei der Eidgenössischen Revisionsaufsichtsbehörde (RAB).
Seit 2015 war Stirnimann Leiter der Revision beim Bundesamt für Verkehr (BAV). Dort baute er die vorher zahnlose Revisionsstelle des BAV neu auf und deckte mit ihr den Postauto-Skandal auf, den «grössten Subventionsbetrug der Schweizer Geschichte». In der Folge zahlte Postauto Schweiz AG dem Bund und den Kantonen rund 200 Millionen Franken unrechtmässig bezogene Subventionen zurück.
Im April 2022 wählte der Bundesrat Stirnimann zum Leiter der EFK ab 1. September 2022. Er trat die Nachfolge von Michel Huissoud an.